# Maná
Maná ist eine mexikanische Musikgruppe. Ihr Stil bewegt sich zwischen Hard Rock und sanfter Popmusik mit Elementen von Reggae, Ska und Mariachi. Zum Teil weisen die Stücke stilistische Ähnlichkeiten mit der Musik der englischen Band The Police auf.

## Geschichte
Die Bandgeschichte beginnt Ende der 1970er Jahre in Guadalajara (Jalisco). 1980 wurde die Band unter dem Namen Sombrero Verde (zu deutsch: grüner Hut) gegründet. Zu dieser Zeit spielten die Musiker noch hauptsächlich Cover-Versionen bekannter Titel in Englisch. Bald nahmen sie aber auch spanische Titel in ihr Programm auf.
1981 veröffentlichte die Band ihr erstes gleichnamiges Album Sombrero Verde. 1983 folgte das zweite Album, A Ritmo de Rock betitelt.
Unter dem Namen Maná wurde die Band neu organisiert. Der Name soll sowohl an das biblische Manna als auch an das aus der polynesischen Mythologie stammende mana als Ausdruck für Kraft, Macht und Respekt gleichermaßen erinnern.
Als Lead-Sänger war nun Fher Olvera in der Band, ebenso waren die Brüder Juan Diego und Ulises Calleros (Bass, Leadgitarre) sowie Alex „El Animal“ González (Schlagzeug) als neue Mitglieder in der Band. 1986 veröffentlichte Maná die erste EP in dieser Besetzung.
1990 konnte die Band mit ihrem Album Falta Amor einen ersten großen Erfolg verbuchen. Im Jahr darauf wurde die aus dem Album ausgekoppelte Single Rayando el Sol zum Hit. Auf ihrer Tournee zu diesem Album spielten sie mehr als 250 Konzerte in Mexiko, Peru, Ecuador und Kolumbien.
1992 kamen mit Iván González (Keyboard) und César „Vampiro“ López (Gitarre) zwei neue Mitglieder in die Band. Ulises Calleros trat fortan nur noch als Manager der Band an. Im selben Jahr veröffentlichten Maná ihr Album ¿Dónde Jugarán los Niños?. Mit diesem tourten sie durch 17 Länder und absolvierten 268 Konzerte, darunter einen Auftritt beim Montreux Jazz Festival in der Schweiz.
Iván González und César López verließen 1994 die Band. Die verbliebenen Mitglieder Fher Olvera, Alex González und Juan Diego setzten die Arbeit als Trio fort. Sie brachten das vierte Album, Maná en Vivo betitelt, in Zusammenarbeit mit Gustavo Orozco (Gitarre), Sheila Ríos (Gesang) und Juan Carlos Toribio (Keyboard) heraus.
Mit Sergio Vallín (Gitarre) brachte die Band 1995 das Album Cuando los Ángeles Lloran heraus, welches in Gedenken an die Ermordung des Arbeitsrechtlers und Umweltschützers Chico Mendes geschrieben wurde. Maná gründete im folgenden Jahr die Selva Negra, eine Umweltstiftung. 1997 folgte das sechste Album (Sueños Líquidos), welches gleichzeitig in 36 Ländern veröffentlicht wurde. In Spanien brachten sie eine Retrospektive mit dem Titel Todo Maná heraus.
Im Dezember lud Carlos Santana die Band zu einer Zusammenarbeit für sein Album Supernatural ein. Fher Olvera komponierte dafür das Lied Corazón Espinado. Damit war ihnen ein Hit in Europa, Asien und dem Mittleren Osten gelungen. Sie spielten u. a. bei der Grammy-Verleihung, der Tonight Show und bei MTV. Dabei entstand als Live-Mitschnitt das auch als DVD veröffentlichte MTV Unplugged Album. In Italien veröffentlichten sie ein Best-of-Album unter dem Titel Grandes Maná.
Mit dem Lied En el muelle de San Blas, das auch im Film Ocean Men Verwendung fand, gingen sie 2001 auch in Europa an den Start und wurden relativ häufig im Radio gespielt. 2005 wurde es für die Werbung wiederentdeckt. 2002 wurde das Album Revolución de Amor veröffentlicht. Carlos Santana war Gastmusiker bei einem der Songs auf dem Album. 2003 veröffentlichten sie mit Zucchero eine Version von dessen Hit Baila morena und traten bei Pavarotti and Friends auf. Ende 2003 veröffentlichten sie die 3-CD-Retrospektive Maná Esenciales. Im August 2006 erschien das Studioalbum Amar es combatir. Ein weiteres Album namens Drama y luz wurde am 12. April 2011 veröffentlicht. Ihr bisher neustes Album Cama incendiada wurde am 21. April 2015 veröffentlicht.

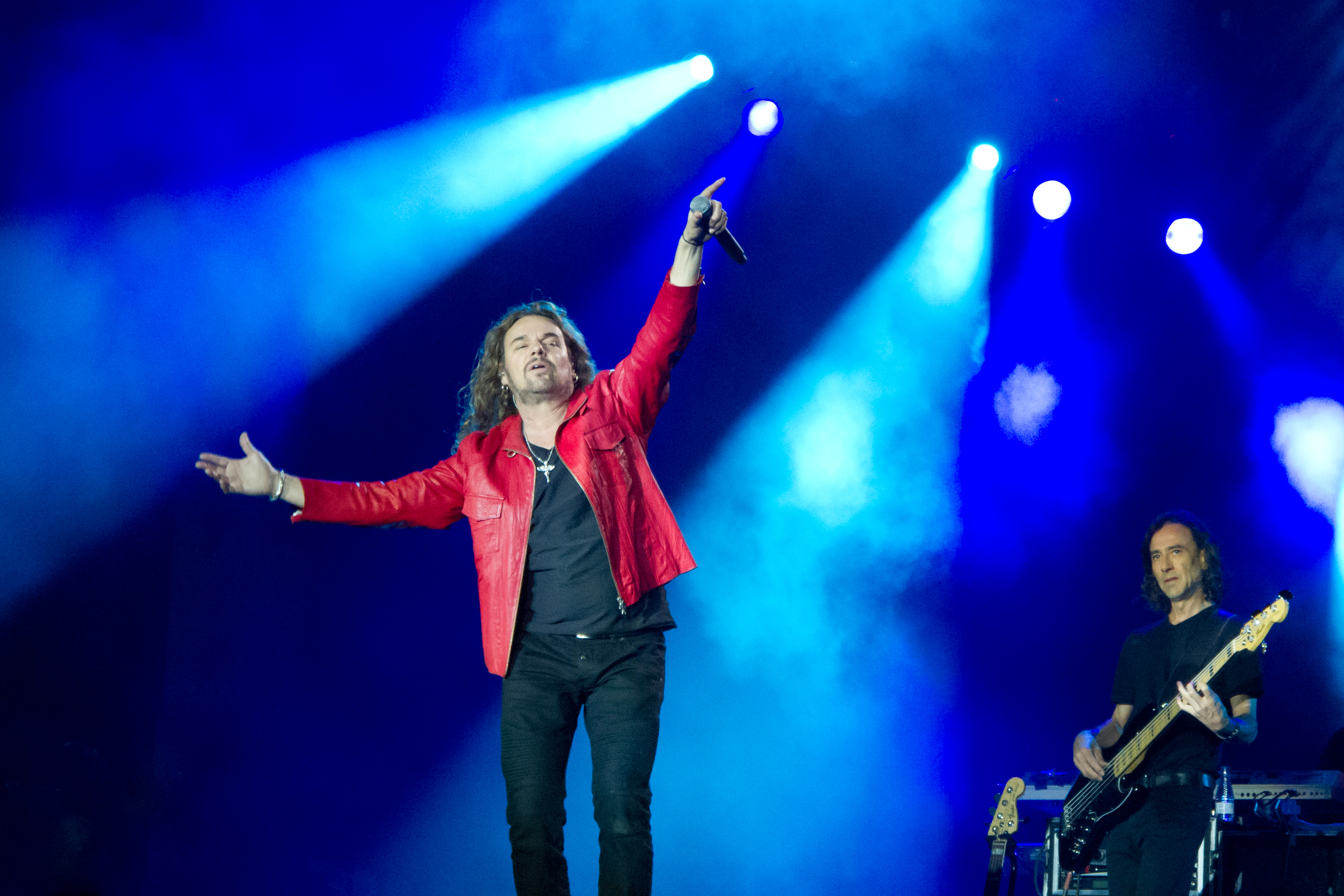
Maná im Konzert 2012

## Diskografie

### Studioalben
| Jahr | Titel Musiklabel                              | Höchstplatzierung, Gesamtwochen, AuszeichnungChartplatzierungen (Jahr, Titel, Musiklabel, Platzierungen, Wochen, Auszeichnungen, Anmerkungen) | Höchstplatzierung, Gesamtwochen, AuszeichnungChartplatzierungen (Jahr, Titel, Musiklabel, Platzierungen, Wochen, Auszeichnungen, Anmerkungen) | Höchstplatzierung, Gesamtwochen, AuszeichnungChartplatzierungen (Jahr, Titel, Musiklabel, Platzierungen, Wochen, Auszeichnungen, Anmerkungen) | Höchstplatzierung, Gesamtwochen, AuszeichnungChartplatzierungen (Jahr, Titel, Musiklabel, Platzierungen, Wochen, Auszeichnungen, Anmerkungen) | Höchstplatzierung, Gesamtwochen, AuszeichnungChartplatzierungen (Jahr, Titel, Musiklabel, Platzierungen, Wochen, Auszeichnungen, Anmerkungen) | Höchstplatzierung, Gesamtwochen, AuszeichnungChartplatzierungen (Jahr, Titel, Musiklabel, Platzierungen, Wochen, Auszeichnungen, Anmerkungen) | Anmerkungen                                                                   |
| Jahr | Titel Musiklabel                              | DE | CH | US | Latin | ES | MX | Anmerkungen                                                                   |
| ---- | --------------------------------------------- | --- | --- | --- | --- | --- | --- | ----------------------------------------------------------------------------- |
| 1987 | Maná AyM Discos                               | — | — | — | — | — | — | Erstveröffentlichung: 12. Mai 1987                                            |
| 1990 | Falta Amor WEA Records                        | — | — | — | Latin27 (32 Wo.)Latin | — | — | Erstveröffentlichung: 2. Juli 1990 Charteinstieg US-Latin: 1994               |
| 1992 | ¿Dónde jugarán los niños? WEA Records         | — | — | US— PlatinUS | Latin4 ×2Diamant + Doppelplatin · (143 Wo.)Latin                                                                                              | ES90 ×5Fünffachplatin · (3 Wo.)ES | MX— ×2DoppeldiamantMX | Erstveröffentlichung: 27. Oktober 1992 Charteinstieg US-Latin: 1993, ES: 2006 |
| 1995 | Cuando Los Angeles Lloran Warner Music Latina | — | — | US— GoldUS | Latin6 (72 Wo.)Latin | ES— PlatinES | MX— ×2Doppelplatin + DoppelgoldMX | Erstveröffentlichung: 25. April 1995                                          |
| 1997 | Sueños liquidos Warner Music Latina           | — | — | US67 Platin · (4 Wo.)US | Latin1 Diamant · (104 Wo.)Latin | ES18 Platin · (12 Wo.)ES | MX— ×2Diamant + DoppelgoldMX | Erstveröffentlichung: 14. Oktober 1997                                        |
| 2002 | Revolución de amor Warner Music México        | DE23 (7 Wo.)DE | CH34 (7 Wo.)CH | US— GoldUS | Latin1 ×5Fünffachplatin · (97 Wo.)Latin | ES1 ×3Dreifachplatin · (83 Wo.)ES | MX— ×5FünffachgoldMX | Erstveröffentlichung: 20. August 2002                                         |
| 2006 | Amar es combatir Warner Music México          | DE37 (4 Wo.)DE | CH4 Gold · (23 Wo.)CH | US4 Gold · (36 Wo.)US | Latin1 ×6Diamant + Sechsfachplatin · (85 Wo.)Latin                                                                                            | ES1 ×3Dreifachplatin · (107 Wo.)ES | MX1 ×2Doppelplatin · (89 Wo.)MX | Erstveröffentlichung: 22. August 2006                                         |
| 2011 | Drama y luz Warner Music México               | DE71 (1 Wo.)DE | CH3 (16 Wo.)CH | US5 (11 Wo.)US | Latin1 ×5Fünffachplatin · (78 Wo.)Latin | ES1 Platin · (72 Wo.)ES | MX1 ×3Dreifachgold · (37 Wo.)MX | Erstveröffentlichung: 12. April 2011                                          |
| 2015 | Cama incendiada Warner Music México           | — | CH72 (6 Wo.)CH | US15 (3 Wo.)US | Latin1 Platin · (44 Wo.)Latin | ES1 Gold · (40 Wo.)ES | MX2 Gold · (31 Wo.)MX | Erstveröffentlichung: 21. April 2015                                          |
| 2025 | Noches de cantina Warner Music México         | — | — | — | — | — | — | Erstveröffentlichung: 29. Mai 2025                                            |

grau schraffiert: keine Chartdaten aus diesem Jahr verfügbar

### Livealben & Kompilationen
| Jahr | Titel Musiklabel                                             | Höchstplatzierung, Gesamtwochen, AuszeichnungChartplatzierungen (Jahr, Titel, Musiklabel, Platzierungen, Wochen, Auszeichnungen, Anmerkungen) | Höchstplatzierung, Gesamtwochen, AuszeichnungChartplatzierungen (Jahr, Titel, Musiklabel, Platzierungen, Wochen, Auszeichnungen, Anmerkungen) | Höchstplatzierung, Gesamtwochen, AuszeichnungChartplatzierungen (Jahr, Titel, Musiklabel, Platzierungen, Wochen, Auszeichnungen, Anmerkungen) | Höchstplatzierung, Gesamtwochen, AuszeichnungChartplatzierungen (Jahr, Titel, Musiklabel, Platzierungen, Wochen, Auszeichnungen, Anmerkungen) | Höchstplatzierung, Gesamtwochen, AuszeichnungChartplatzierungen (Jahr, Titel, Musiklabel, Platzierungen, Wochen, Auszeichnungen, Anmerkungen) | Höchstplatzierung, Gesamtwochen, AuszeichnungChartplatzierungen (Jahr, Titel, Musiklabel, Platzierungen, Wochen, Auszeichnungen, Anmerkungen) | Anmerkungen                                                           |
| Jahr | Titel Musiklabel                                             | DE | CH | US | Latin | ES | MX | Anmerkungen                                                           |
| ---- | ------------------------------------------------------------ | --- | --- | --- | --- | --- | --- | --------------------------------------------------------------------- |
| 1994 | En Vivo                                                      | — | — | — | Latin7 (28 Wo.)Latin | — | — |                                                                       |
| 1999 | MTV Unplugged Warner Music Latina                            | — | — | US— GoldUS | Latin1 ×4Vierfachplatin · (104 Wo.)Latin | ES2 ×5Fünffachplatin · (131 Wo.)ES | MX— ×6SechsfachplatinMX | Erstveröffentlichung: 22. Juni 1999                                   |
| 1999 | Todo Maná – Grandes Exitos Warner Music Latina               | — | — | — | — | ES3 ×5Fünffachplatin · (85 Wo.)ES | — |                                                                       |
| 2001 | 100% Maná WEA Records                                        | — | — | — | — | ES11 Gold · (6 Wo.)ES | — | Boxset                                                                |
| 2001 | Grandes WEA Records                                          | DE49 (17 Wo.)DE | — | — | — | ES52 Gold · (2 Wo.)ES | — | Erstveröffentlichung: 20. November 2001 Charteinstieg in ES erst 2006 |
| 2003 | Escenciales – Eclipse Warner Music Latina                    | — | — | US181 (1 Wo.)US | Latin2 (53 Wo.)Latin | — | MX— PlatinMX | Erstveröffentlichung: 18. November 2003                               |
| 2003 | Esenciales – Sol Warner Music Latina                         | — | — | — | Latin16 (14 Wo.)Latin | ES23 Gold · (30 Wo.)ES | — | Erstveröffentlichung: 18. November 2003                               |
| 2003 | Esenciales – Luna Warner Music Latina                        | — | — | — | Latin13 (33 Wo.)Latin | ES19 Gold · (35 Wo.)ES | — | Erstveröffentlichung: 18. November 2003                               |
| 2008 | Arde el cielo – Vivo Warner Music México                     | — | CH52 (11 Wo.)CH | US30 (13 Wo.)US | Latin1 ×2Doppelplatin · (114 Wo.)Latin | ES3 Gold · (32 Wo.)ES | MX2 ×3Dreifachgold · (38 Wo.)MX | Erstveröffentlichung: 25. April 2008                                  |
| 2012 | Exiliados en la Bahía – Lo mejor de Maná Warner Music México | — | CH56 (3 Wo.)CH | US80 (6 Wo.)US | Latin1 (296 Wo.)Latin | ES1 Gold · (39 Wo.)ES | MX— PlatinMX | Erstveröffentlichung: 28. August 2012                                 |

grau schraffiert: keine Chartdaten aus diesem Jahr verfügbar
Weitere Alben
- 1992: Luna (Kompilation, MX: Gold)

### Singles
| Jahr | Titel Album                                      | Höchstplatzierung, Gesamtwochen, AuszeichnungChartplatzierungen (Jahr, Titel, Album, Platzierungen, Wochen, Auszeichnungen, Anmerkungen) | Höchstplatzierung, Gesamtwochen, AuszeichnungChartplatzierungen (Jahr, Titel, Album, Platzierungen, Wochen, Auszeichnungen, Anmerkungen) | Höchstplatzierung, Gesamtwochen, AuszeichnungChartplatzierungen (Jahr, Titel, Album, Platzierungen, Wochen, Auszeichnungen, Anmerkungen) | Höchstplatzierung, Gesamtwochen, AuszeichnungChartplatzierungen (Jahr, Titel, Album, Platzierungen, Wochen, Auszeichnungen, Anmerkungen) | Höchstplatzierung, Gesamtwochen, AuszeichnungChartplatzierungen (Jahr, Titel, Album, Platzierungen, Wochen, Auszeichnungen, Anmerkungen) | Höchstplatzierung, Gesamtwochen, AuszeichnungChartplatzierungen (Jahr, Titel, Album, Platzierungen, Wochen, Auszeichnungen, Anmerkungen) | Anmerkungen                                                  |
| Jahr | Titel Album                                      | DE | CH | US | Latin | ES | MX | Anmerkungen                                                  |
| ---- | ------------------------------------------------ | --- | --- | --- | --- | --- | --- | ------------------------------------------------------------ |
| 1994 | La Chula En Vivo                                 | — | — | — | Latin9 (9 Wo.)Latin | — | — |                                                              |
| 1995 | No Ha Parado De Llover Cuando Los Ángeles Lloran | — | — | — | Latin8 (8 Wo.)Latin | — | — |                                                              |
| 1995 | Hundido En Un Rincon Cuando Los Ángeles Lloran   | — | — | — | Latin12 (6 Wo.)Latin | — | — |                                                              |
| 1996 | El Reloj Cucu Cuando Los Ángeles Lloran          | — | — | — | Latin34 (3 Wo.)Latin | — | — |                                                              |
| 1997 | Clavado En Un Bar Sueños Líquidos                | — | — | — | Latin12 (10 Wo.)Latin | ES— ×2DoppelplatinES | — |                                                              |
| 1997 | Hechicera Sueños Líquidos                        | — | — | — | Latin36 (1 Wo.)Latin | — | — |                                                              |
| 1998 | Como Dueles En Los Labios Sueños Líquidos        | — | — | — | Latin2 (12 Wo.)Latin | — | — |                                                              |
| 1998 | En el muelle de San Blas Sueños Líquidos         | — | — | — | Latin18 (6 Wo.)Latin | ES— PlatinES | — |                                                              |
| 1998 | Como Te Extrano Corazon Sueños Líquidos          | — | — | — | Latin31 (2 Wo.)Latin | — | — |                                                              |
| 1999 | Se Me Olvido Otra Vez MTV Unplugged              | — | — | — | Latin5 (19 Wo.)Latin | ES— GoldES | — |                                                              |
| 1999 | Te Solte La Rienda MTV Unplugged                 | — | — | — | Latin21 (4 Wo.)Latin | — | — |                                                              |
| 2000 | Cachito MTV Unplugged                            | — | — | — | Latin24 (4 Wo.)Latin | — | — |                                                              |
| 2002 | Angel De Amor Revolución De Amor                 | — | — | — | Latin6 (22 Wo.)Latin | — | — |                                                              |
| 2003 | Eres Mi Religion Revolución De Amor              | — | — | — | Latin17 ×5Fünffachplatin · (23 Wo.)Latin                                                                                                 | — | — |                                                              |
| 2003 | Mariposa Traicionera Revolución De Amor          | — | — | — | Latin1 ×8Diamant + Achtfachplatin · (26 Wo.)Latin                                                                                        | — | — |                                                              |
| 2003 | Te Llevare Al Cielo –                            | — | — | — | Latin7 (22 Wo.)Latin | — | — |                                                              |
| 2004 | Sabanas Frias Revolución De Amor                 | — | — | — | Latin18 (13 Wo.)Latin | — | — | mit Rubén Blades                                             |
| 2006 | Labios compartidos Amar es Combatir              | — | — | US82 (3 Wo.)US | Latin1 ×4Diamant + Vierfachplatin · (23 Wo.)Latin                                                                                        | ES— PlatinES | MX— ×4Diamant + Vierfachplatin (Ringtone)MX                                                                                              |                                                              |
| 2006 | Bendita Tu Luz Amar es Combatir                  | — | — | — | Latin1 Diamant · (33 Wo.)Latin | — | — |                                                              |
| 2007 | Manda Una Senal Amar es Combatir                 | — | — | — | Latin1 (19 Wo.)Latin | — | — |                                                              |
| 2007 | Ojala Pudiera Borrarte Amar es Combatir          | — | — | — | Latin2 (20 Wo.)Latin | — | — |                                                              |
| 2008 | Si No Te Hubieras Ido Arde El Cielo              | — | — | — | Latin1 (38 Wo.)Latin | ES32 ×3Dreifachplatin · (5 Wo.)ES | MX— Gold (Ringtone)MX |                                                              |
| 2008 | Arde El Cielo                                    | — | — | — | Latin26 (14 Wo.)Latin | — | — |                                                              |
| 2011 | Lluvia al corazón Drama Y Luz                    | — | — | — | Latin1 (20 Wo.)Latin | ES12 (22 Wo.)ES | — |                                                              |
| 2011 | Amor clandestino Drama Y Luz                     | — | — | — | Latin1 ×4Vierfachplatin · (20 Wo.)Latin                                                                                                  | ES32 (4 Wo.)ES | — |                                                              |
| 2011 | El verdadero amor perdona Drama Y Luz            | — | — | US100 (1 Wo.)US | Latin1 ×2Doppelplatin · (34 Wo.)Latin | ES35 (1 Wo.)ES | — | feat. Prince Royce                                           |
| 2012 | Mi Reina Del Dolor Drama Y Luz                   | — | — | — | Latin37 (5 Wo.)Latin | — | — |                                                              |
| 2012 | Hasta Que Te Conocí Exiliados en la Bahía        | — | — | — | Latin1 (20 Wo.)Latin | ES48 (1 Wo.)ES | — |                                                              |
| 2015 | Mi verdad Cama Incendiada                        | — | — | — | Latin1 ×5Fünffachplatin · (22 Wo.)Latin                                                                                                  | ES20 ×2Doppelplatin · (36 Wo.)ES | MX— GoldMX | Erstveröffentlichung: 9. Februar 2015 feat. Shakira          |
| 2015 | La Prision Cama Incendiada                       | — | — | — | Latin27 (16 Wo.)Latin | — | — | Erstveröffentlichung: 24. Juli 2015 (Remix)                  |
| 2016 | Ironia Cama Incendiada                           | — | — | — | Latin33 (13 Wo.)Latin | — | — |                                                              |
| 2016 | De pies a cabeza –                               | — | — | — | Latin8 (20 Wo.)Latin | ES36 Gold · (20 Wo.)ES | — | Erstveröffentlichung: 5. August 2016 mit Nicky Jam           |
| 2022 | Te Lloré Un Río Noches de cantina                | — | — | — | Latin47 Platin · (2 Wo.)Latin | — | MX— ×2DoppelplatinMX | Erstveröffentlichung: 24. Februar 2022 feat. Christian Nodal |
| 2025 | Vivir sin aire Noches de cantina                 | — | — | — | Latin50 (… Wo.)Latin | — | — | Erstveröffentlichung: 9. Juli 2025 feat. Carín León          |

grau schraffiert: keine Chartdaten aus diesem Jahr verfügbar
Weitere Singles
- 1990: Rayando el Sol (ES: Platin, US: ×8Achtfachplatin (Latin) )
- 1992: Te Lloré Un Río (US: ×4Vierfachplatin (Latin) )
- 1992: Oye mi amor (ES: Gold, US: ×6Diamant + Sechsfachplatin (Latin) )
- 1992: Vivir sin aire (ES: Gold)
- 2019: Rayando el Sol (feat. Pablo Alborán, US: Platin (Latin))
- 2021: Mariposa Traicionera (feat. Alejandro Fernández, US: Gold (Latin), MX: ×3Dreifachgold )

### Gastbeiträge
| Jahr | Titel Album                   | Höchstplatzierung, Gesamtwochen, AuszeichnungChartplatzierungen (Jahr, Titel, Album, Platzierungen, Wochen, Auszeichnungen, Anmerkungen) | Höchstplatzierung, Gesamtwochen, AuszeichnungChartplatzierungen (Jahr, Titel, Album, Platzierungen, Wochen, Auszeichnungen, Anmerkungen) | Höchstplatzierung, Gesamtwochen, AuszeichnungChartplatzierungen (Jahr, Titel, Album, Platzierungen, Wochen, Auszeichnungen, Anmerkungen) | Höchstplatzierung, Gesamtwochen, AuszeichnungChartplatzierungen (Jahr, Titel, Album, Platzierungen, Wochen, Auszeichnungen, Anmerkungen) | Höchstplatzierung, Gesamtwochen, AuszeichnungChartplatzierungen (Jahr, Titel, Album, Platzierungen, Wochen, Auszeichnungen, Anmerkungen) | Höchstplatzierung, Gesamtwochen, AuszeichnungChartplatzierungen (Jahr, Titel, Album, Platzierungen, Wochen, Auszeichnungen, Anmerkungen) | Anmerkungen                                                |
| Jahr | Titel Album                   | DE | CH | US | Latin | ES | MX | Anmerkungen                                                |
| ---- | ----------------------------- | --- | --- | --- | --- | --- | --- | ---------------------------------------------------------- |
| 2000 | Corazón espinado Supernatural | DE64 (9 Wo.)DE | CH39 (16 Wo.)CH | — | — | ES2 Gold · (9 Wo.)ES | — | Erstveröffentlichung: 30. Mai 2000 Santana feat. Maná      |
| 2006 | Baila morena Zu & Co.         | — | CH10 (42 Wo.)CH | — | — | ES— GoldES | — | Erstveröffentlichung: 24. Februar 2006 Zucchero feat. Maná |

grau schraffiert: keine Chartdaten aus diesem Jahr verfügbar

### Videoalben
- 2004: Acceso Total (US: Gold (Latin), MX: Platin)

## Auszeichnungen für Musikverkäufe
| Goldene Schallplatte - Argentinien - 1995: für das Album Maná en vivo - 2003: für das Album Luna - 2003: für das Album Sol - Brasilien - 2003: für das Videoalbum MTV Unplugged - 2005: für das Album Revolución de amor - 2006: für das Album Amar es combatir - Frankreich - 2006: für die Single Baila morena Platin-Schallplatte - Argentinien - 2000: für das Album Cuando los ángeles lloran - 2000: für das Videoalbum MTV Unplugged - 2003: für das Album Eclipse - 2003: für das Videoalbum Exitos En Video - 2005: für das Videoalbum Acceso Total - 2008: für das Videoalbum Arde el cielo - 2008: für das Album Arde el cielo - Kolumbien - 2016: für das Album Cama incendiada | 2× Platin-Schallplatte - Argentinien - 1993: für das Album ¿Dónde jugarán los niños? - 1997: für das Album Sueños líquidos 3× Platin-Schallplatte - Argentinien - 2003: für das Album Revolución de amor 4× Platin-Schallplatte - Argentinien - 2006: für das Album Amar es combatir 7× Platin-Schallplatte - Argentinien - 1999: für das Album MTV Unplugged |

Anmerkung: Auszeichnungen in Ländern aus den Charttabellen bzw. Chartboxen sind in ebendiesen zu finden.
| Land/RegionAuszeichnungen für Musikverkäufe (Land/Region, Auszeichnungen, Verkäufe, Quellen) | Gold       | Platin         | Diamant       | Verkäufe   | Quellen |
| -------------------------------------------------------------------------------------------- | ---------- | -------------- | ------------- | ---------- | --- |
| Argentinien (CAPIF)                                                                          | 3× Gold3   | 25× Platin25   | —             | 1.202.000  | capif.org.ar (Memento vom 6. Juli 2011 im Internet Archive) AR2 (Memento vom 31. Mai 2011 im Internet Archive) AR3 (Memento vom 20. August 2011 im Internet Archive) |
| Brasilien (PMB)                                                                              | 3× Gold3   | —              | —             | 105.000    | pro-musicabr.org.br |
| Frankreich (SNEP)                                                                            | Gold1      | —              | —             | 200.000    | infodisc.fr |
| Kolumbien (ASINCOL)                                                                          | —          | Platin1        | —             | 10.000     | Einzelnachweise |
| Mexiko (AMPROFON)                                                                            | 12× Gold12 | 24× Platin24   | 4× Diamant4   | 6.535.000  | amprofon.com.mx |
| Schweiz (IFPI)                                                                               | Gold1      | —              | —             | 15.000     | hitparade.ch |
| Spanien (Promusicae)                                                                         | 13× Gold13 | 34× Platin34   | —             | 3.000.000  | elportaldemusica.es |
| Vereinigte Staaten (RIAA)                                                                    | 6× Gold6   | 75× Platin75   | 7× Diamant7   | 12.660.000 | riaa.com |
| Insgesamt                                                                                    | 39× Gold39 | 159× Platin159 | 11× Diamant11 |            | |

## Künstlerauszeichnungen
- Billboard Latin Awards
  - 1992 Bestes Album und beste Latin-Rock-Pop Gruppe (¿Dónde Jugarán los Niños?)
  - 1994 Bestes Album und beste Latin-Rock-Pop Gruppe (Maná en vivo)
  - 1995 Bestes Album und beste Latin-Rock-Pop Gruppe (Cuando los Ángeles Lloran)
  - 1997 Bestes Album und beste Latin-Rock-Pop Gruppe (Sueños Líquidos)
  - 1999 Bestes Album und beste Latin-Rock-Pop Gruppe (Maná MTV unplugged)

- Billboard Music Awards
  - 2003 3 Awards für REVOLUCIÓN DE AMOR u. a. Bestes Latin-Alternative-Rock Album und Bestes Latin-Alternative-Pop Album

- Grammy Awards
  - 1995 Nominierung für Bestes Latin-Pop Album (Cuando los Ángeles Lloran)
  - 1999 Beste Latin-Rock-/Alternative-Darbietung (Sueños Líquidos)
  - 2003 Bestes Latin-Alternative-Rock-Album (Revolución de Amor)
  - 2007 Bestes Latin-Rock-, Alternative- oder Urban-Album (Amar Es Combatir)
  - 2012 Bestes Latin-Pop-, Rock- oder Urban-Album (Drama y Luz)

- Latin Grammy Awards
  - 2000 CD des Jahres (Corazón Espinado), Beste Pop-Gruppe (Se me olvidó otra vez) und Beste Rock-Gruppe (Corazón Espinado)

- “Lo Nuestro” Awards
  - 2003 Beste Rock-Pop-Latin Gruppe und Bester Song des Jahres (Mariposa Traicionera)

- “OYE” Awards von der “Academy of Recorded Music” in Mexiko
  - 2003 3 Awards